# Tom Dame
Thomas M. Dame es un astrónomo estadounidense. Se desempeña como director del Centro de Datos de Radiotelescopios del Centro de astrofísica Harvard-Smithsonian, radioastrónomo senior del Observatorio Astrofísico Smithsonian y profesor de astronomía en la Universidad de Harvard. Es mejor conocido por mapear la Vía Láctea en monóxido de carbono y por el descubrimiento tanto del brazo 3 kpc lejano como del brazo exterior Scutum-Centaurus de la Vía Láctea.

## Biografía

### Primeros años
Se graduó de la Universidad de Boston en 1976 con una licenciatura en Astronomía y Física. Obtuvo su maestría y su doctorado de la Universidad de Columbia; su disertación, obtenida con Patrick Thaddeus en 1983, se tituló Nubes moleculares y estructura espiral galáctica.

### Carrera
Después de obtener su doctorado, trabajó como investigador asociado residente del Consejo Nacional de Investigación en el Instituto Goddard de Estudios Espaciales de 1983 a 1984 y luego como investigador asociado en el Departamento de Astronomía de la Universidad de Columbia. Se mudó a la Universidad de Harvard con Thaddeus en 1986 y se convirtió en profesor asociado en 1988. Es director del Centro de Datos de Radiotelescopios del Centro de astrofísica Harvard-Smithsonian.
Junto a Patrick Thaddeus obtuvo lo que es, con diferencia, el estudio galáctico más extenso, uniforme y ampliamente utilizado del monóxido de carbono interestelar (CO).
Descubrió el brazo 3 kpc lejano de la Vía Láctea en 2008 y el brazo exterior Sct-Cen en 2011.

## Publicaciones
Es autora o coautora de más de 100 artículos de investigación en astronomía.

## Premios y honores
- Premio de Investigación del Secretario del Instituto Smithsoniano (2009)
- Special Achievement Awards del Instituto Smithsoniano en 1989, 1997, 1999, 2007, 2009, 2010.
- Asociación posdoctoral de la Academia Nacional de Ciencias (NRC) (1983-1984)
- Beca de posgrado de la Universidad de Columbia (1976–1978)
- Premio Universitario a la Excelencia en Astronomía de la Universidad de Boston (1976)